# Дом-яйцо
Дом-яйцо на улице Машкова — здание в Басманном районе Центрального административного округа города Москвы, расположенное по адресу Машкова улица, 1/11. Дом-яйцо построен по проекту архитектора Сергея Ткаченко в 2000—2002 годах и является характерным примером лужковского стиля в московской архитектуре.

## История
История постройки на Машковой улице в Москве началась в 1998 году, когда Московская патриархия задумала возвести на Святой Земле в Вифлееме родильный дом, который, как предполагалось, должен был пользоваться большой популярностью накануне нового тысячелетия. В проекте принимал участие арт-менеджер и галерист Марат Гельман, который и пригласил архитекторов из Архитектурной мастерской Сергея Ткаченко. Идея родильного дома в форме яйца возникла у Ткаченко и Гельмана во время встречи в ресторане и была оформлена в проект Олегом Дубровским и Ильёй Вознесенским, Алексеем Кононенко из объединения «Обледенение архитекторов», входившего в состав мастерской. От строительства родильного дома в форме яйца вскоре отказались, но дом-яйцо стал идефиксом Ткаченко. В Москве он предложил уменьшенное в размерах «яйцо» инвесторам участка на углу Ермолаевского переулка и Малой Бронной улицы (на месте, где в будущем разместится жилой дом «Патриарх»), а после отказа — заказчику проекта реконструкции зданий на улице Машкова. Тот был заинтересован в увеличении метража строящегося жилого комплекса, но сделать этого не позволяло высотное ограничение, и Ткаченко предложил возвести дом-яйцо на небольшой площадке между основным домом и соседним детским садом и разместить там эксклюзивные апартаменты.
Я его долго убеждал, что ему это „яйцо“ совершенно необходимо. Сказал, что это будет ему памятник на всю жизнь.Сергей Ткаченко в интервью, посвящённом дому-яйцу
Городские власти не спешили согласовывать дома-яйцо в районе исторической застройки, поэтому строительство велось полулегально, а экспертизы и подготовка документов были проведены постфактум. В сопроводительных документах за 1999 год проект был обозначен как «реконструкция 2—3-этажного строения со строительством 8-этажной пристройки и флигеля общей площадью 6472 м² с подземной автостоянкой на 34 машиноместа», где «пристройкой» именовалось основное здание комплекса, а «флигелю» соответствовал дом-яйцо. Информация об инвесторе проекта не раскрывалась, заказчиком строительства выступил благотворительный фонд «Корина», а подрядчиком — компания «Бенефит Инжениринг». Комплекс был построен в 2000—2002 годах, продажа квартир и офисов в 8-этажном здании окупила затраты инвестора, однако апартаменты во «флигеле» так и не были заселены. Официально дом-яйцо сменил двух собственников и находился в открытой продаже с 2007 года. Вскоре после завершения строительства апартаменты были предложены Никасу Сафронову за 1,2 миллиона долларов (художник отказался от покупки), в 2008 году объявленная стоимость объекта достигла исторического максимума в 12 миллионов долларов, в 2014 году дом-яйцо находился в продаже за 459 миллионов рублей.

## Архитектура
Архитектурный критик Григорий Ревзин отмечал, что если первоначальная идея родильного дома в форме яйца имела свою странную логику, то при реализации проекта в Москве она была утрачена. Прототипом московского дома-яйца служит яйцо Фаберже, однако при переходе к монументальному масштабу ювелирная тонкость деталей оригинального образца была утеряна, и архитектурные формы приобрели массивность, которую критик сравнил с древнерусской интерпретацией барокко. Архитектурную ценность дома-яйца Ревзин увидел именно в его эпатажности, нарушении сложившихся норм и правил, которые делают его по-своему авангардным и придают ему качества поп-арта. В контексте истории российской архитектуры Ревзин характеризовал дом-яйцо и жилой дом «Патриарх», также спроектированный мастерской Ткаченко, как наиболее яркие выражения лужковского стиля, доводящие архитектуру этого периода до той степени абсурда, когда она приобретает собственный голос. Эта точка зрения имеет своих сторонников, считающих здание достопримечательностью и своеобразным произведением искусства, так и противников. Так, по мнению архитектора и историка архитектуры Владимира Паперного, дом-яйцо стал худшим примером архитектуры лужковского периода, когда заказчики строительства могли возвести любой объект без оглядки на городскую среду.

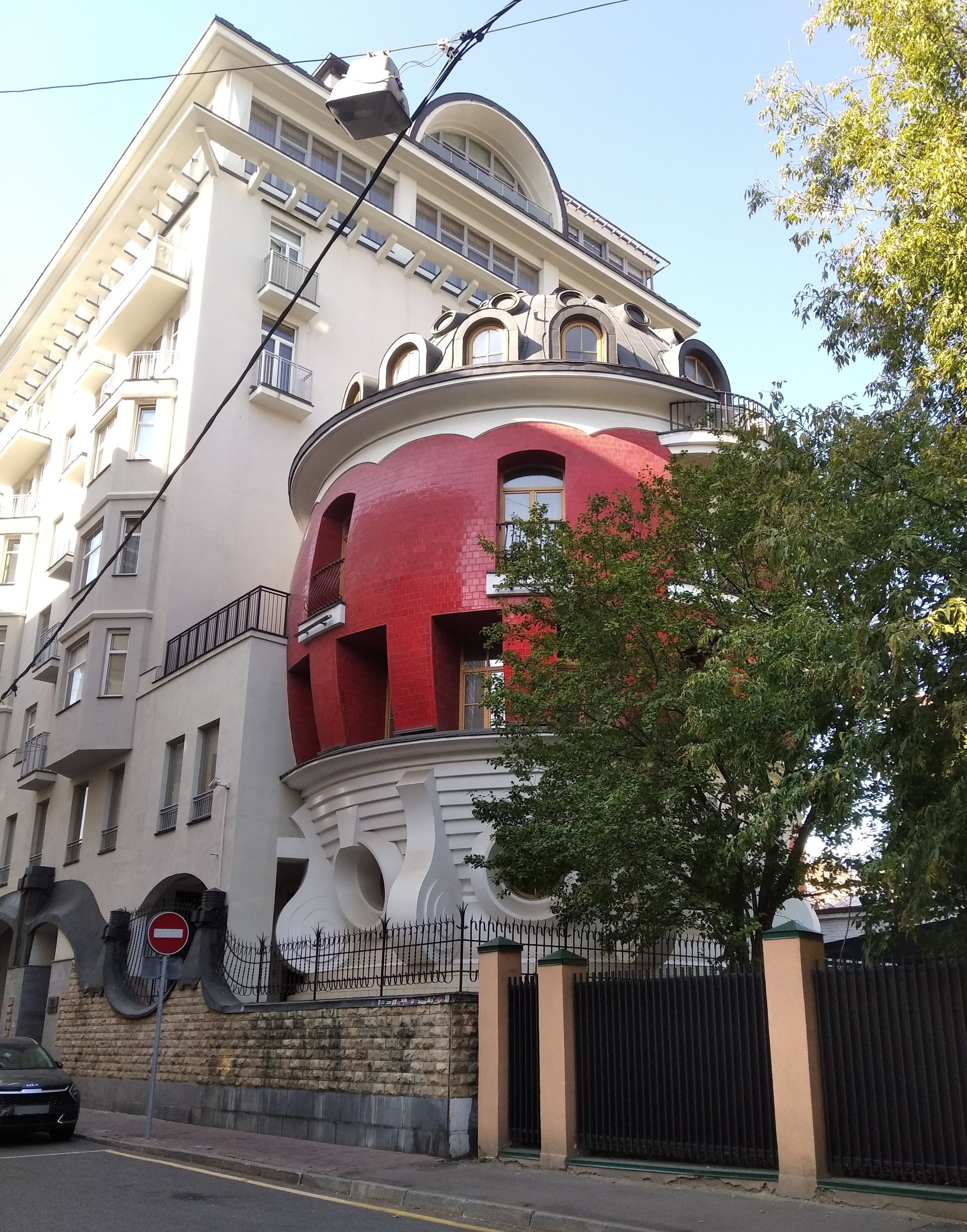
Современный вид дома (2024)

Всеми инженерными системами дом-яйцо связан с соседним 8-этажным зданием. Здание имеет отдельный въезд для автомобиля, а для стоянки машина доставляется на электрическом подъёмнике в общий гараж. Яйцо имеет металлический каркас, заполненный кирпичом и утеплителем и облицованный керамикой красного цвета, а толщина его стен достигает 64 сантиметров. Крыша здания покрыта медью. Жилая площадь дома, рассчитанного на одну семью, составляет 342 м² и распределена между 4 этажами. Первый этаж, выполненный в формах ножек-волют с круглыми окнами-иллюминаторами, занимают прихожая, холл, сауна и кладовая. На втором этаже предусмотрены кухни для хозяев дома и прислуги, столовая и балкон. На третьем этаже предусмотрены две спальни с отдельными туалетами и одна ванная комната с террасой. Четвёртый этаж здания — одно большое пространство с мансардными окнами. Все уровни здания и подземный гараж связаны круговой лестницей и лифтом со стеклянной кабиной. Высота потолков 1—3 этажей составляет 3,2 метра, максимальная высота потолка мансарды — 4,5 метра.